# Fritziana ulei
Espèce
Synonymes
- Flectonotus ulei Miranda-Ribeiro, 1926

Statut de conservation UICN

 LC  : Préoccupation mineure
Fritziana ulei est une espèce d'amphibiens de la famille des Hemiphractidae.

## Répartition
Cette espèce est endémique du Brésil. Elle se rencontre dans l'État de Rio de Janeiro à Resende et à Nova Friburgo et dans l'État de São Paulo à São José do Barreiro.

## Publication originale
- Miranda-Ribeiro, 1926 : Notas para servirem ao estudo dos Gymnobatrachios (Anura) Brasileiros. Arquivos do Museu Nacional, Rio de Janeiro, vol. 27, p. 1–227.